# Mathieu d'Arras
Pour les articles homonymes, voir Mathieu.
Mathieu d’Arras (1290 (?), Arras - 1352, Prague) est un maître d'œuvre (magister operis), sculpteur et maître-maçon français. Il est le premier architecte de la cathédrale Saint-Guy de Prague. Il est également le concepteur principal de la Nouvelle Ville de Prague fondée en 1348.

## Biographie
De sa vie avant son arrivée à Prague, on ne sait pas grand chose. Originaire d'Arras, on suppose qu'il a dû se former dans le nord de la France avant de rejoindre les chantiers des cathédrales gothiques du sud du même pays, notamment ceux de Narbonne et Rodez, dont certaines caractéristiques se retrouvent dans son œuvre. La recherche récente incline à penser cependant que cet architecte a été en Alsace aux alentours de 1340 et a donc connu personnellement les chantiers novateurs de la collégiale Saint-Florent de Niederhaslach et de la cathédrale Notre-Dame de Strasbourg, et plus particulièrement de la chapelle Sainte-Catherine dont la voûte à clé pendante (aujourd'hui disparue) est l'un des premiers exemples du genre. Dans l'état actuel de nos connaissances, il est toutefois impossible de savoir s'il a participé à ces chantiers ou s'il n'en a été qu'un simple observateur. 
Il a été ensuite actif à la cour du Pape à Avignon. C'est là qu'il rencontre, entre 1342 et 1344, Charles de Luxembourg, le futur empereur Charles IV, qui l'invite à venir construire une nouvelle cathédrale pour Prague, ville qui vient d'être élevée en archidiocèse.

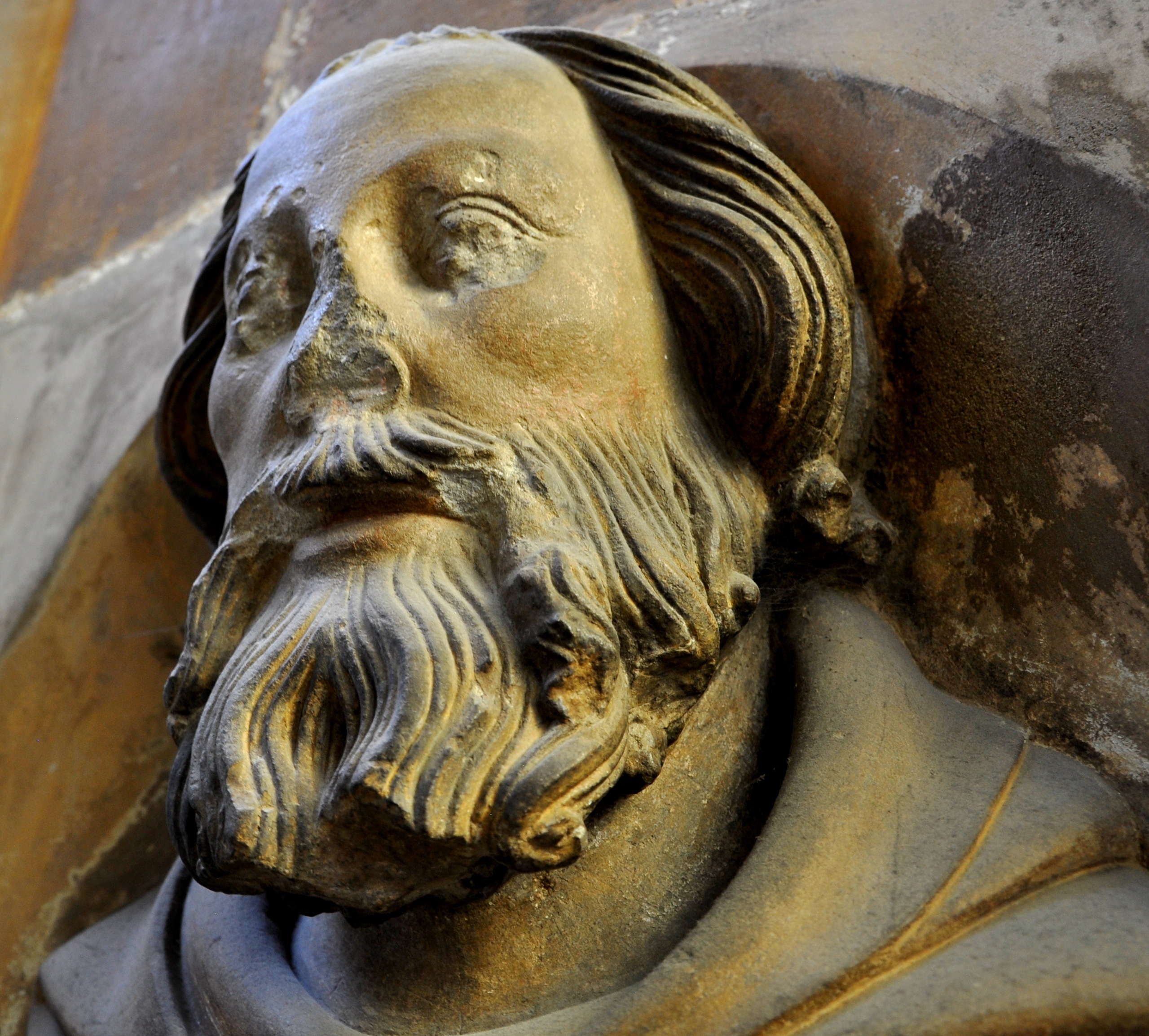
Sculpture de son visage.

La première pierre de la cathédrale métropolitaine est posée en 1344 et pendant les huit années suivantes, jusqu'à sa mort, Mathieu d'Arras a le temps d'achever huit arcades du chœur, le déambulatoire, les chapelles rayonnantes et une partie des chapelles latérales. Les travaux qu'il y entreprend, comme la couronne des chapelles rayonnantes et le contrebutement du chevet, présentent des ressemblances avec la collégiale Saint-Florent de Niederhaslach. La clé pendante de la voûte orientale de la sacristie est en outre une réminiscence de celles qui, jusqu'en 1546, ornaient la chapelle Sainte-Catherine dans la cathédrale alsacienne. Si l'on pense aux larges fenêtres dont il a pourvu les murs, aux colonnettes des piles fasciculées qui s'étirent du sol jusqu'aux voûtes, et enfin à l'art avec lequel il fond des éléments jusqu'alors distincts (les pinacles des contreforts pénètrent dans les larmiers), force est de constater que Matthieu d'Arras a été un protagoniste de premier plan dans l'évolution progressive et l'expansion du gothique au XIVe siècle. 
C'est dans le Hradčany qu'il établit ses ateliers, non loin de son chantier majeur. 
Après sa mort en 1352, il est inhumé dans le déambulatoire de la cathédrale, et c'est le jeune Peter Parler qui, en 1356, reprendra ses atelier et chantier en modifiant parfois radicalement ce dernier.

## Œuvres
- Cathédrale Saint-Guy de Prague,
- pont Charles,
- plan de la Nouvelle-Ville de Prague (Nové Město en tchèque),
- église de Notre-Dame de Týn ;
- Karlštejn lui est également attribué.